# Landeskonservator
Als Landeskonservator wird der Leiter einer Denkmalfachbehörde oder der für die Bau- und Kunstdenkmalpflege fachlich höchstzuständigen Abteilung einer Behörde auf Landesebene in Deutschland, Österreich und Südtirol bezeichnet.

## Deutschland
Nach ihrer Einführung im späten 19. Jahrhundert lautete in den preußischen Provinzen bis 1945 die Amtsbezeichnung zunächst Provinzialkonservator. Mit der Bezeichnung der Teilstaaten Nachkriegsdeutschlands als Länder wurde die Bezeichnung Landeskonservator allgemein üblich.
Landeskonservatoren können in der Bundesrepublik Deutschland Beamte des höheren Dienstes sein. Der Begriff bezeichnet die höchste Stufe der Beamtenlaufbahn als Konservator. In mehreren Bundesländern werden Landeskonservatoren jedoch nicht verbeamtet, sondern nur im Angestelltenverhältnis beschäftigt.
Ein Landeskonservator ist ein Beauftragter der Bundesländer, der unter anderem für die Fachlichkeit von Denkmalschutz und Denkmalpflege zuständig sind. Sie leiten die jeweiligen Landesdenkmalämter als Denkmalfachbehörden oder zumindest die für die Baudenkmalpflege zuständigen Abteilungen in Ämtern, die auch archäologische Belange vertreten. Nicht in jedem Fall findet dabei die Bezeichnung Landeskonservator überhaupt Verwendung. Für die Landesarchäologie besteht äquivalent die Funktion des Landesarchäologen.
In Bayern wird der Amtsleiter Generalkonservator genannt und hat auch eine noch höhere Beamtenstelle. Die Abteilungsleiter sind dann Landeskonservatoren. 
Die Behörden- bzw. Abteilungsleiter sind (Stand Dezember 2023):
- Präsident des Landesamts für Denkmalpflege Baden-Württemberg: Claus Wolf
- Generalkonservator im Bayerischen Landesamt für Denkmalpflege: Mathias Pfeil
- Landeskonservator (und Direktor) im Landesdenkmalamt Berlin: Christoph Rauhut
- Landeskonservator (und stellvertretender Direktor) im Brandenburgischen Landesamt für Denkmalpflege und Archäologischen Landesmuseum: Thomas Drachenberg
- Landeskonservator im Landesamt für Denkmalpflege Bremen: Georg Skalecki
- Leiterin im Denkmalschutzamt Hamburg: Anna Joss[1]
- Landeskonservator (und Präsident) im Landesamt für Denkmalpflege Hessen: Markus Harzenetter
- Landeskonservatorin im Landesamt für Kultur und Denkmalpflege Mecklenburg-Vorpommern: Ramona Dornbusch[2]
- Landeskonservatorin (und Präsidentin) im Niedersächsischen Landesamt für Denkmalpflege: Christina Krafczyk
- Landeskonservatorin in Nordrhein-Westfalen (Rheinland), im LVR-Amt für Denkmalpflege im Rheinland: Andrea Pufke
- Landeskonservator in Nordrhein-Westfalen (Westfalen-Lippe), in der Behörde LWL-Denkmalpflege, Landschafts- und Baukultur in Westfalen: Holger Mertens
- Landeskonservator in der Direktion Landesdenkmalpflege der Generaldirektion Kulturelles Erbe Rheinland-Pfalz: Markus Fritz-von Preuschen[3]
- Landeskonservator im Landesdenkmalamt Saarland: vakant
- Landeskonservator im Landesamt für Denkmalpflege Sachsen: Alf Furkert[4]
- Landeskonservatorin im Landesamt für Denkmalpflege und Archäologie Sachsen-Anhalt: Elisabeth Rüber-Schütte[5]
- Landeskonservator im Landesamt für Denkmalpflege Schleswig-Holstein: Philip Seifert[6]
- Landeskonservator im Thüringischen Landesamt für Denkmalpflege und Archäologie: Holger Reinhardt

## Österreich
Die Landeskonservatorate sind Abteilungen des Bundesdenkmalamtes, unter Leitung eines Landeskonservators. Sie sind erste Ansprechpartner für alle Fragen des Denkmalschutzes und der Denkmalpflege im jeweiligen Bundesland.
Landeskonservatoren in den Landeskonservatoraten sind (Stand: September 2024):
- Landeskonservatorat für Wien, Wien, Hofburg (am Sitz des Denkmalamtes), Landeskonservator: Wolfgang Salcher
- Landeskonservatorat Burgenland, ebenda, Landeskonservator: Peter Adam
- Landeskonservatorat für Niederösterreich, Krems, Hoher Markt, Landeskonservator: Patrick Schicht
- Landeskonservatorat für Oberösterreich, Linz, Rainerstraße, Landeskonservator: Daniel Resch
- Landeskonservatorat für Salzburg, Salzburg, Sigmund-Haffner-Gasse, Landeskonservatorin: Eva Hody
- Landeskonservatorat Steiermark, Graz, Schubertstraße, Landeskonservator: Christian Brugger
- Landeskonservatorat für Kärnten, Klagenfurt, Alter Platz, Landeskonservator: Gorazd Živkovič
- Landeskonservatorat für Tirol, Innsbruck, Burggraben, Landeskonservatorin: Gabriele Neumann
- Landeskonservatorat für Vorarlberg, Bregenz, Amtsplatz, Landeskonservatorin: Barbara Keiler

## Südtirol
Auch in Südtirol besteht, einzigartig in Italien und in Anlehnung an die österreichischen Verhältnisse, ein eigenständiges Landesdenkmalamt Südtirol mit einem Landeskonservator an der Spitze, dem die drei Arbeitsfelder Bau- und Kunstdenkmäler, Bodendenkmäler (Archäologie) und Archivpflege unterstellt sind.
Landeskonservatoren in Südtirol waren und sind:
- Karl Wolfsgruber (1973–1982)
- Helmut Stampfer (1983–2007)
- Leo Andergassen (2008–2014)[9]
- Waltraud Kofler-Engl (2014–2015)[10]
- Karin Dalla Torre (2018–)[11]